# Воробьёва, Лилия Анатольевна
Лилия Анатольевна Воробьёва (род. 17 апреля 1952, Свердловск) — советская и российская артистка балета, педагог, народная артистка РСФСР.

## Биография
Родилась 17 апреля 1952 года в Свердловске.
Будучи школьницей, занималась в балетном кружке при Дворце пионеров (руководитель О. Ф. Щадных).
В 1970 году окончила Пермское хореографическое училище (класс Л. П. Сахаровой).
С 1970 года выступала в Свердловском (Екатеринбургском) театра оперы и балета. Её педагогом-репетитором была заслуженный деятель искусств РСФСР Клавдия Черменская. Первой большой партией стала Золушка в одноимённом балете Сергея Прокофьева. Была примой театра в 1970—1990-х годах. Её партнёрами были такие солисты, как заслуженные артисты России Евгений Амосов, Александр Федотов и Юрий Веденеев. Исполнила в театре практически все сольные партии классического репертуара, выступала в ведущих театрах США, Италии, Германии, Швейцарии, Индии и Японии.

О ней писали: 
«Она покоряет силой артистизма, упоённостью творческим счастьем. За внешней непосредственностью, подчас наивностью в танце балерины кроется творческая воля, бьётся мысль» («Советская культура»)
В настоящее время — педагог-репетитор балетной труппы театра. Среди её учеников — солисты театра, заслуженные артисты России Маргарита Рудина и Алексей Насадович, Виктор Механошин, Елена Соболева, Елена Кабанова, Олеся Мамылова, Елена Воробьёва, Елена Трубецкова.

## Премии и награды
- Заслуженная артистка РСФСР (2.01.1980)[3].
- Народная артистка РСФСР (1.12.1987).
- Лауреат областного конкурса «Лучшая театральная работа года» (1982).
- Почётная грамота Министерства культуры РФ (2012)

## Партии в балетах

### Первая исполнительница партий
- 1975 — «Каменный цветок» С. Прокофьева (балетм. Тимофеев) — Катерина
- 1977 — «Доктор Айболит» И. Морозова (балетм. М. Н. Лазарева) — Танечка
- 1987 — «Двенадцать стульев» Геннадия Гладкова (балетм. Ал. А. Дементьев) — Эллочка Щукина
- 1989 — «Петрушка» Игоря Стравинского (балетм. Ал. А. Дементьев) — Балерина

### Прочие партии
- «Сильфида» Х. Левенскьельда — Сильфида
- «Эсмеральда» Ц. Пуни — Эсмеральда
- «Спящая красавица» П. Чайковского — Аврора
- "Щелкунчик П. Чайковского — Маша
- «Дон Кихот» Л. Минкуса — Китри
- «Ромео и Джульетта» С. Прокофьева — Джульетта
- «Золушка» С. Прокофьева — Золушка
- «Жизель» Адольфа Адана — Жизель
- «Коппелия» Лео Делиба — Сванильда
- «Баядерка» Л. Минкуса — Гамзатти
- «Слуга двух господ» М. Чулаки — Смеральдина
- «Конёк-Горбунок» Р. Щедрина — Царь-девица
- «Макбет» К. Молчанова — Кровь и Ведьма
- «Тщетная предосторожность» — Лиза
- «Испанские миниатюры» — Манё
- «Сотворение мира» А. Петрова — Ева
- «Антоний и Клеопатра» Э. Лазарева — Хармиана
- «Анна Каренина» Р. Щедрина — Китти
- «Вальпургиева ночь» Ш. Гуно — Вакханка
- «Пахита» Л. Минкуса — Пахита
- «Лебединое озеро» П. Чайковского — па-де-труа
- «Шопениана» — вальс